# Sandboarding

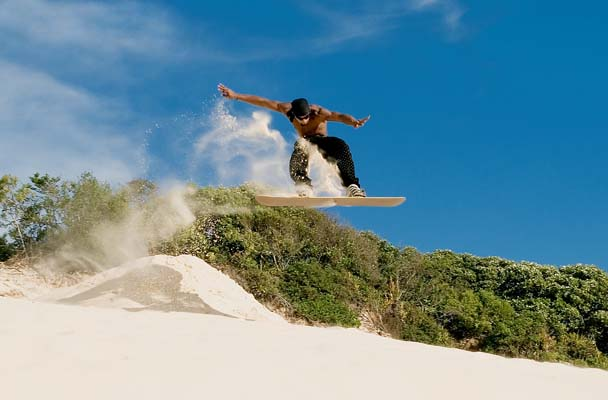
Jezdec při skoku na dunách v brazilské Fortaleze.

Sandboarding je boardový sport, jehož podstatou je sjíždění písečných dun na sandboardu.

## Vznik
Sandboarding vznikl podle pověstí ve starém Egyptě, kde prý staří Egypťané sjížděli písečné duny na kusech dřeva. Rovněž se říká, že vznikl přibližně ve stejné době jako snowboarding.

## Vybavení
Sandboarding lze provozovat na klasickém snowboardovém prkně, někteří jezdci používají surfy nebo bodyboardy, nejlépe však poslouží sandboard určený speciálně k jízdě na dunách. Sandboardy dnes nabízí řada firem. Délka sandboardu se pohybuje od 90 do 140 cm, záleží na zkušenostech jezdce, terénu apod. Je dvakrát až třikrát silnější než snowboard, vázání je z neoprenové gumy, jezdí se naboso. Žádné speciální oblečení není třeba, většina jezdců nosí šortky a tričko.

## Jezdci
Marissa Young, Erik Johnson, Alex King, Giacomo Díaz a další.

## Lokality

### Nejznámější místa
- Swakopmund, Namibie
- Lancelin, Západní Austrálie
- Fortaleza, Brazílie
- Sand Master Park, Florence, Oregon, USA – jediný sandpark na světě
- Huacachina, Peru
- Dubaj, Spojené arabské emiráty
- Monte Kaolino, Hirschau, Horní Falc (Oberpfalz), Bavorsko
- Fudži, Japonsko

### Další místa
- USA
- Maspalomas a Corralejo (Kanárské ostrovy)
- Itálie
- Chile
- Argentina
- Egypt
- Tunisko
- Maroko
- Velká Británie
- Francie